# Gwangnaru (metropolitana di Seul)
Gwangnaru (광나루역 - 廣나루驛, Gwangnaru-yeok ) è una stazione della metropolitana di Seul servita dalla linea 5 della metropolitana di Seul, e si trova nel distretto di Gwangjin-gu.

## Linee
SMRT
● Linea 5 (Codice: 544)

## Struttura
La stazione è sotterranea, e dispone di due marciapiedi laterali con due binari passanti, e porte di banchina a piena altezza.
| Dir. Banghwa             | ● Linea 5 | per Gunja, Wangsimni, Jongno 3-ga, Gongdeok, Yeouido, Gimpo Aeroporto e Banghwa |
| Dir. Sangil-dong/Macheon | ● Linea 5 | per Gangdong, Sangil-dong e Macheon                                             |

## Stazioni adiacenti
| «       | Servizio | »       |
| Linea 5 | Linea 5  | Linea 5 |
| ------- | -------- | ------- |
| Achasan | -        | Cheonho |